# Tourisme aux Caraïbes

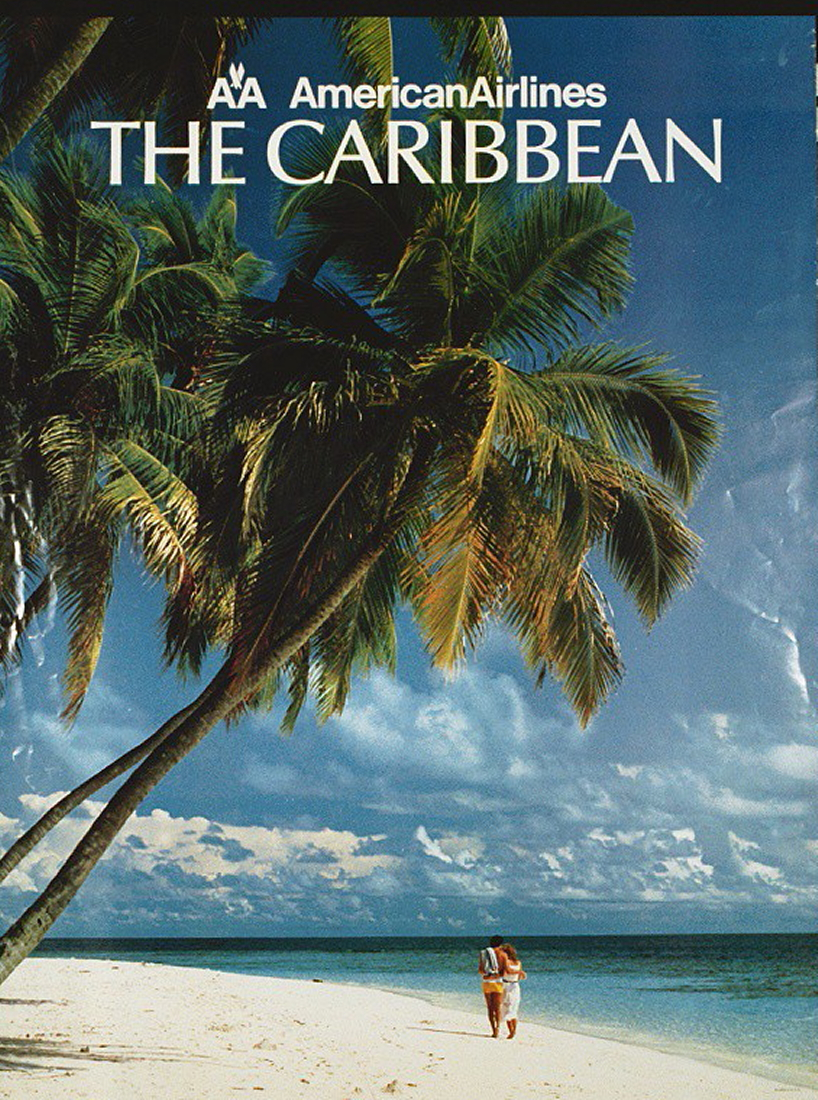
Affiche publicitaire d'AmericanAirlines pour les Caraïbes.

Le tourisme dans les Caraïbes est l'un des principaux secteurs économiques des Caraïbes, avec 25 millions de visiteurs contribuant à hauteur de 49 milliards de dollars au produit intérieur brut de la région en 2013, représentant 14 % du PIB total. 
Le premier hôtel est construit à Niévès en 1778 et attire des visiteurs fortunés, comme Samuel Taylor Coleridge. Au XIXe siècle, des hôtels sont également construits aux Bahamas, en Jamaïque et à la Barbade pour soutenir un commerce touristique croissant. Le tourisme connait une croissance spectaculaire lorsque des avions transportent des touristes dans la région. Le nombre de personnes qui peuvent se permettre de passer des vacances dans les îles augmente, mais les infrastructures nécessitent un développement coûteux. 

## Histoire
Les premières stations balnéaires sont développées principalement pour les bienfaits de la baignade en mer et respirant la chaleur. 
Lawrence Washington et son jeune demi-frère George Washington ont séjourné à la Bush Hill House à la Barbade en 1751 pendant deux mois pour traiter la tuberculose de Lawrence. Selon un anthropologue, la Barbade est considérée comme le sanatorium des Antilles dans les guides touristiques en raison de son eau douce, de son air marin et de l'absence de malaria.  
Le Bath Hotel et la Spring House sont bâtis en pierre le long du Bath Stream en 1778 à Niévès. Les sources thermales et l'hôtel attirent des visiteurs tels que le Prince William Henry, Lord Nelson et Samuel Taylor Coleridge.